# 佐倉薰
佐倉薰（日语：／ Sakura Kaoru，1990年9月29日—）是日本的女性聲優，山口縣出身。remax所屬。血型A型。

## 人物
在玩過《恐怖驚魂夜》後開始對聲優產生興趣。
國中時加入廣播社，高中則加入射箭社。
2011年被魔法氣泡的製作人細山田水紀指名為《魔法氣泡20週年紀念版》中的魔女配音。

## 演出作品
※粗體字為主要角色。

### 電視動畫
2012年
- Yahabe（籠目）
- SPY PENGUIN（女士）

2013年
- 霹靂總教練（國枝瞳）
- 霹靂雙星（杉浦舞）
- TOMOTOON! 櫻花大戰（女性客）

2015年
- 無頭騎士異聞錄 DuRaRaRa!!×2 承（店員）
- Dance with Devils（女子學生）

2016年
- 迷家（小春[4]）

2017年
- 人渣的本願（小學生A、女學生）
- 雛子的筆記（女性、女性店員）
- 從零開始的魔法書（美女B、魔術師團A）
- 覆面系NOISE（女性3）

2018年
- 錢進球場（球場女播音員）

2019年
- 五等分的新娘（二乃的友人大鳥）
- 廚病激發BOY（九十九月穗、九十九遙歌）
- 美妙射擊部（橘高惠）

2020年
- 異種族風俗娘評鑑指南（庫拉馮）
- 滿溢的水果塔（關野知子）

2025年
- 中禪寺老師妖怪講義錄 解謎就交給老師。（雪繪[5]）

### 劇場版動畫
2009年
- 新子與千年魔法（女高中生）

### 遊戲
2011年
- 魔法氣泡20週年紀念版（魔女）
- 謎惑館～隨音逐流～
- LORD of APOCALYPSE（主角的創造角色介面聲音）

2013年
- 777 Fighter（桐生加奈美、相良千秋）
- 征服遊戲無限靈魂（夏蕾芙爾）
- 魔法氣泡！！Quest（巫師）

2014年
- 魔法氣泡俄羅斯方塊（巫師）

2015年
- （小仏凪[6]）
- 憂世之志士（櫻木太夫[7]）
- 憂世之浪士（櫻木太夫[8]）
- 聲優明星（天音昴[9]）
- 魔法氣泡！！Quest（妖精[10]）
- 魔壞神兆力翁（兔耳女僕[11]）

2016年
- 極限凸旗七海盜（貓）
- 召喚夜響曲6 消逝的境界（克拉蕾特[12]）
- Shadowverse（伊莎貝爾[13]）

2019年
- 偶像大師 灰姑娘女孩 星光舞台（黑埼千歲）

2020年
- 遙遠時空 7（日语：遙かなる時空の中で7）（筒見屋菖蒲[14]）

2022年
- 无期迷途（娜恰）
- 怪物彈珠（飛緣魔、飛薇迪）

2025年
- 蔚藍檔案（御稜名草）
- 勝利女神：妮姬（索拉）

### CD

#### 廣播劇CD
2011年
- 貓語方言、其之二（山口腔[15]）

2012年
- 魔法氣泡 系列（魔女）
  - 廣播劇CD「魔法氣泡」
  - 廣播劇CD「魔法氣泡」Vol.2

2013年
- 魔法氣泡 系列（魔女）
  - 廣播劇CD「魔法氣泡」Vol.3
  - 廣播劇CD「魔法氣泡」Vol.4

2014年
- 廣播劇CD「魔法氣泡」Vol.5（魔女）

#### 音樂CD
| 發售日   | 名稱                              | 演唱名義 | 歌曲名稱                            | 商業搭配                           |
| 2011年   | 2011年                            | 2011年 | 2011年                              | 2011年                             |
| -------- | --------------------------------- | --- | ----------------------------------- | ---------------------------------- |
| 12月15日 | 魔法氣泡 紀念音樂原聲集           | 林檎（今井麻美）、亞露露（園崎未恵）、亞美緹（菊池志穗）、魔女（佐倉薰）                                          | 「」                                | 遊戲『魔法氣泡20週年紀念版』角色歌 |
| 2013年   |                                   | |                                     |                                    |
| 3月27日  | 魔法氣泡 Vocal Tracks             | 魔女（佐倉薫） | 「Darkness of puyopuyo2」           | 遊戲『魔法氣泡20週年紀念版』角色歌 |
| 2015年   |                                   | |                                     |                                    |
| 12月29日 | CHUNITHM 原聲帶 Change Our MIRAI! | 〔明坂芹菜（新田惠海）、御形亞莉希安娜（福原綾香）、天王洲薺（山本彩乃）、小仏凪（佐倉薰）、箱部奈留（M・A・O）〕 | 「Change Our MIRAI!」               | 街機音樂遊戲《CHUNITHM》           |
| 12月29日 | CHUNITHM 原聲帶 Change Our MIRAI! | 小仏凪（佐倉薫）                                                                                                  | 「Change Our MIRAI!（小仏凪Ver.）」 | 街機音樂遊戲《CHUNITHM》           |
| 2016年   |                                   | |                                     |                                    |
| 2月20日  | CHUNITHM 原聲帶 無敵We are one!!  | 〔明坂芹菜（新田惠海）、御形亞莉希安娜（福原綾香）、天王洲薺（山本彩乃）、小仏凪（佐倉薰）、箱部奈留（M・A・O）〕 | 「無敵We are one!!」                | 街機音樂遊戲《CHUNITHM》           |
| 2月20日  | CHUNITHM 原聲帶 無敵We are one!!  | 小仏凪（佐倉薫）                                                                                                  | 「無敵We are one!!（小仏凪Ver.）」  | 街機音樂遊戲《CHUNITHM》           |
| 3月15日  | 聲優明星 Best Album               | 天音昴（佐倉薰）、姬宮夏日（橋本千波）、織川琴美（小澤亞李）                                                      | 「」                                | 遊戲《聲優明星》角色歌             |
| 3月15日  | 聲優明星 Best Album               | 天音昴（佐倉薫）                                                                                                  | 「紙飛行機」                        | 遊戲《聲優明星》角色歌             |
| 5月8日   |                                   | 箱部奈留（M・A・O）、小仏凪（佐倉薫）                                                                             | 「」                                | 街機音樂遊戲《CHUNITHM》           |

## 外部連結
- 事務所官方簡歷（页面存档备份，存于）（日語）
- 佐倉薫 (s_a_k_u_r_a_k)的X（前Twitter）（日語）